# Alberto Arvelo Mendoza
Alberto Arvelo Mendoza (n. Caracas, Venezuela; 1966) es un director, guionista y productor cinematográfico venezolano.

## Biografía
Estudió historia del arte en la Universidad de Los Andes. En 1986 estrena sus dos primeros largometrajes La canción de la montaña y Candelas en la niebla. En 1997 realizó el largometraje Una vida y dos mandados, producida por Alexis Montilla, protagonizada por Germán Mendieta y Jornadi Montilla. La película formó parte de la selección oficial del Festival de Montreal, y ganó el premio al mejor guion en el Festival de Cine Latinoamericano de Nueva York.
En 2001 dirigió Una casa con vista al mar, con la actuación de Imanol Arias, Gabriel Arcand, y Leandro Arvelo. La cinta gana premios del público en Biarritz, Huelva y Friburgo; además del Premio Glauber Rocha en La Habana, así como el premio a la Mejor Película en el Festival Internacional de Oslo.
También en 2001 dirigió y produjo la miniserie de televisión Los últimos, transmitida por Televen. Arvelo fue uno de los creadores, junto a Juan Carlos López.
En 2005 estrenó el documental Tocar y luchar, basado la historia del Sistema de Orquestas Juveniles e Infantiles de Venezuela. La cinta ganó varios premios internacionales, como el Premio del Público en el Festival de Cine de Miami, el Premio al Mejor Documental en el Festival de Cine Las Américas de Houston, y una Mención Especial del Jurado en el Festival de Cine Latino de Chicago. Además, en Venezuela ganó Premio al Mejor Documental de los Premios ANAC, y del Festival del Cine Venezolano.
En 2006 estrena la cinta de ficción Habana, Havana, película que utiliza el esquema de producción del Cine Átomo. La cinta logra importantes premios, tales el Premio Especial del Jurado, en el Festival Internacional de Cine de Valladolid, Premio Municipal de Cine a la Mejor Película, Premio ANAC al Mejor Largometraje de Ficción y Premio del Ministerio de Cultura a la mejor obra cinematográfica.
Cyrano Fernández fue estrenada en octubre de 2007 en el Festival de Cine del American Film Institute, en Los Ángeles, protagonizada por Édgar Ramírez, Pastor Ovideo.
Libertador, su cinta más reciente, basada en la vida de Simón Bolívar y su primera colaboración con Gustavo Dudamel, fue estrenada en el Festival de Cine de Toronto de 2013. El 19 de diciembre de 2014 fue seleccionada junto en el Short List de los Premios de la Academia, a la mejor película extranjera, 2015.
En 2016 se reunió una vez más con Dudamel para recrear «La creación» de Joseph Haydn en el Disney Concert Hall con la Filarmónica de Los Ángeles.
En 2022 estrenó el documental Free Color sobre el artista Carlos Cruz-Diez.

## Vida personal
Arvelo es nieto de Alberto Arvelo Torrealba, quien fue gobernador de Barinas durante el gobierno de Isaías Medina Angarita y posteriormente ministro de Agricultura y Cría durante la dictadura de Marcos Pérez Jiménez, e hijo de Alberto Arvelo Ramos, fundador de la Escuela de Medios Audiovisuales de la Universidad de Los Andes y presidente de la Sociedad Latinoamericana de Cinematografía, ambos escritores.

## Filmografía
| Año  | Película                  | Cargo                            |
| ---- | ------------------------- | -------------------------------- |
| 2020 | Free Color                | Director, productor              |
| 2018 | Volveré a mi tierra       | Director (Sección los Ángeles)   |
| 2013 | Libertador                | Director, productor              |
| 2007 | Lo que tiene el otro      | Productor                        |
| 2007 | Cyrano Fernández          | Director, guionista              |
| 2006 | Elipsis                   | Productor                        |
| 2006 | Tocar y luchar            | Director, guionista              |
| 2004 | Habana, Havana            | Director, guionista              |
| 2001 | Una casa con vista al mar | Director, guionista              |
| 2001 | Los Últimos (serie)       | Cocreador, codirector, productor |
| 1997 | Una vida y dos mandados   | Director, guionista              |
| 1986 | La canción de la montaña  | Director, guionista              |
| 1986 | Candelas en la niebla     | Director, productor              |